# Dalophis
Dalophis es un género de peces anguiliformes de la familia Ophichthidae.

## Especies
Se reconocen las siguientes especies:
- Dalophis boulengeri
- Dalophis cephalopeltis
- Dalophis imberbis
- Dalophis multidentatus
- Dalophis obtusirostris